# Sillertjärnen, Ängerån
Sillertjärnen är en sjö i Ljusdals kommun i Hälsingland och ingår i Ljusnans huvudavrinningsområde. Sjön har en area på 0,0678 kvadratkilometer och ligger 243,9 meter över havet.
Sillertjärnen ligger i Ängraån Natura 2000-område. Sjön avvattnas av vattendraget Ängerån.

## Delavrinningsområde
Sillertjärnen ingår i det delavrinningsområde (686795-147786) som SMHI kallar för Utloppet av Sillersjön. Medelhöjden är 250 meter över havet och ytan är 0,44 kvadratkilometer. Räknas de 61 avrinningsområdena uppströms in blir den ackumulerade arean 375,59 kvadratkilometer. Ängerån som avvattnar avrinningsområdet har biflödesordning 2, vilket innebär att vattnet flödar genom totalt 2 vattendrag innan det når havet efter 166 kilometer. Avrinningsområdet består mestadels av skog (86 procent). Avrinningsområdet har 0,06 kvadratkilometer vattenytor vilket ger det en sjöprocent på 14,6 procent.